# 463 (số)
463 (bốn trăm sáu mươi ba) là một số tự nhiên ngay sau 462 và ngay trước 464.